# Venta de Guadalupe
Venta de Guadalupe es una localidad de México, localizada en el municipio de Omitlán de Juárez en el estado de Hidalgo.

## Geografía
Se encuentra en la región geográfica de la Comarca Minera; a la localidad le corresponden las coordenadas geográficas 20° 13’ 02.743” de latitud norte y 98° 38’ 20.764” de longitud oeste, con una altitud de 2299 m s. n. m. Cuenta con un clima templado subhúmedo con lluvias en verano, más húmedo.
En cuanto a fisiografía se encuentra en la provincia del Eje Neovolcánico, dentro de la subprovincia del Llanuras y Sierras de Querétaro e Hidalgo; su terreno es de llanura. En lo que respecta a la hidrología se encuentra posicionado en la región del Pánuco, dentro de la cuenca el río Moctezuma, y en la subcuenca del río Amajac. Se encuentra cerca del represa Los Ángeles.

## Demografía
En 2020 registró una población de 833 personas, lo que corresponde al 9.12 % de la población municipal. De los cuales 393 son hombres y 455 son mujeres.
| Gráfica de evolución demográfica de Venta de Guadalupe entre 1940 y 2020 |
|                                                                          |
| Población registrada por los censos y conteos del INEGI.                 |